# WireGuard
WireGuard je komunikační protokol a svobodný a otevřený software, který implementuje šifrované virtuální privátní sítě (VPN), navržený se záměrem snadného použití, se schopností fungovat při vysokých rychlostech přenosů, a s malým prostorem pro útoky. Jeho cílem je lepší výkonnost, než jakou poskytují dva rozšířené protokoly pro síťové tunelování – IPsec a OpenVPN. Protokol WireGuard přenáší provoz přes UDP.
Linuxová verze WireGuardu dosáhla v březnu 2020 produkční stability a byla začleněna do jádra Linuxu 5.6 a backportována do starších linuxových jader v některých linuxových distribucích. Komponenty linuxového jádra mají licenci GPL verze 2; jiné implementace mají buď tuto nebo jinou licenci pro svobodný software s otevřeným zdrojovým textem.

## Protokol
WireGuard používá následující kryptografické nástroje:
- Curve25519 pro výměnu klíčů
- Salsa20 pro symetrické šifrování
- Poly1305 pro autentizační kódy zpráv
- SipHash pro klíče hašovacích tabulek
- BLAKE jako kryptografickou hašovací funkci
- Komunikaci výhradně protokolem UDP[6]

V květnu 2019 výzkumníci z INRIA publikovali strojově ověřenou verifikaci protokolu WireGuard vytvořenou pomocí dokazovacího asistenta CryptoVerif.

### Volitelný režim předem sdílených symetrických klíčů
Pro zmírnění dopadu budoucích pokroků v kvantových výpočtech podporuje WireGuard režim předem sdílených symetrických klíčů, který poskytuje další vrstvu symetrického šifrování. Tím se řeší dopředná bezpečnost – riziko dešifrování současného provozu v budoucnosti, kdy kvantové počítače budou schopné prolomit Curve25519. Předem sdílené klíče „obvykle z hlediska správy klíčů působí problémy a zvyšují pravděpodobnost, že by mohly být odcizeny“, ale v krátkodobé perspektivě, pokud by došlo k překonání symetrického klíče, poskytují klíče používající Curve25519 stále více než dostačující ochranu.

### Síť
WireGuard používá výhradně protokol UDP, kvůli potenciálním nevýhodám TCP-over-TCP.
WireGuard plně podporuje IPv6, v tunelu i mimo něj. Podporuje pouze vrstvu 3, jak pro IPv4, tak pro IPv6, a umožňuje zapouzdření v4-in-v6 a naopak.

### Rozšiřitelnost
WireGuard je navržen tak, aby jej bylo možné rozšiřovat programy a skripty třetích stran. Díky tomu byl WireGuard rozšířen o různé vlastnosti včetně uživatelsky přívětivějšího rozhraní pro správu (včetně snazšího nastavování klíčů), žurnálování, dynamických aktualizací firewallu, a integrace LDAP.[zdroj?]
Vyloučení těchto složitých funkcí z minimální codebase jádra zvyšuje stabilitu a bezpečnost. Pro zajištění bezpečnosti WireGuard omezuje volby implementace kryptografických kontrol i algoritmů výměny klíčů, a algoritmy mapuje na malou podmnožinu moderních kryptografických primitiv. Pokud je v některém z primitiv nalezena chyba, může být rychle vydána nová verze, která ji opravuje. Neprivilegovaní uživatelé nemohou měnit konfigurační nastavení, která ovlivňují bezpečnost celé aplikace.

## Příjetí
Podle recenze serveru Ars Technica lze WireGuard snadno nasadit a používat, používá silné šifry, a má minimální rozsah kódu, který poskytuje malý prostor pro útoky.
WireGuard byl financován z Open Technologie Fund a dary od společností Mullvad, Private Internet Access, IVPN, NLnet Basics a OVPN.
Oregonský senátor Ron Wyden doporučil Národní institutu pro standardy a technologie (NIST), aby provedl ohodnocení WireGuardu jako náhrady za stávající technologie.

## Dostupnost

### Implementace
K implementacím protokolu WireGuard patří:
- Donenfeldova počáteční implementace v jazyce C a Go.[19]
- BoringTun společnosti Cloudflare, který implementuje WireGuard v uživatelském prostoru v jazyce Rust.[20][21]
- Implementace Matta Dunwoodieho pro OpenBSD, napsaná v jazyce C.[22]
- Implementace Ryota Ozakiho wg(4) pro NetBSD v jazyce C.[23]
- Implementace pro FreeBSD v jazyce C sdílí většinu datové trajektorie s OpenBSD implementací.[24]
- Nativní implementace pro jádro Microsoft Windows pojmenovaná „wireguard-nt“ dostupná od srpna 2021.[25]
- OPNsense ze standardního balíčku os-WireGuard.[26]
- PfSense z pokusného balíčku doplnění k pfSense Plus 21.05, pfSense CE 2.5.2 a novějších verzí.
- MikroTik má implementaci ve všech moderních routerech

## Historie
První snímky kódové základny jsou z 30. června 2016. Prvními čtyřmi uživateli WireGuardu byly poskytovatelé VPN služeb Mullvad, AzireVPN, IVPN a cryptostorm.
9. prosince 2019 přijal David Miller – hlavní správce síťového zásobníku Linuxu – zdrojové texty WireGuardu do stromu „net-next“ aby je mohl začlenit do budoucího jádra.
28. ledna 2020 Linus Torvalds začlenil do jádra strom net-next Davida Millera, čímž se WireGuard stal součástí hlavního stromu linuxového jádra.
20. března 2020 vývojáři Debianu povolili možnost sestavení modulu WireGuardu v konfiguraci jádra pro Debian verze 11 (testovací).
29. března 2020 byl WireGuard začleněn do stromu Linuxu 5.6. Verze pro Windows zůstává ve stádiu beta.
30. března 2020 přidali vývojáři Androidu nativní podporu WireGuardu do svého Generic Kernel Image.
22. dubna 2020 začlenil Beniamino Galvani podporu GUI pro WireGuard do nástroje NetworkManager.
12. května 2020 navrhl Matt Dunwoodie úpravy pro nativní podporu WireGuardu do jádra OpenBSD.
22. června 2020 byla podpora WireGuardu importována do OpenBSD po úpravách, které provedli Matt Dunwoodie a Jason A. Donenfeld.
23. listopadu 2020 Jason A. Donenfeld uvolnil aktualizaci balíčku pro Microsoft Windows, která zlepšuje instalaci, stabilitu, podporu procesorů ARM a podnikových funkcí.
29. listopadu 2020 byla podpora WireGuardu importována do jádra FreeBSD 13.
19. ledna 2021 byla podpora WireGuard přidána pro náhled do vývojových snímků PfSense Community Edition (CE) 2.5.0.
V březnu 2021, když se nepodařilo rychle dokončit naléhavé čištění kódu WireGuardu ve FreeBSD, byla z FreeBSD 13.0, které bylo stále ve fázi testování, odstraněna podpora jaderného režimu WireGuardu. Verze pfSense Community Edition (CE) 2.5.0 a pfSense Plus 21.02 pro FreeBSD také odstranily WireGuard z jádra.
V květnu 2021 byla podpora WireGuardu vrácena do vývojových snímků pfSense CE a pfSense Plus v podobě experimentálního balíčku, který vytvořil člen komunity pfSense, Christian McDonald. Balíček WireGuard pro pfSense začleňuje pokračující vývojovou práci Jasona A. Donenfelda na jáderném provedení WireGuardu, která byla původně sponzorována firmou Netgate.
V červnu 2021 oficiální repozitáře pfSense CE 2.5.2 i pfSense Plus 21.05 obsahovaly balíček WireGuard.